# Hesperia, Kalifornien
Hesperia är en stad (city) i San Bernardino County, i delstaten Kalifornien, USA. Enligt United States Census Bureau har staden en folkmängd på 91 534 invånare (2011) och en landarea på 189 km².